# 羅伯特·戴西蒙
罗伯特·戴思蒙（Robert Desimone）是一名美国神经科学家，目前担任麻省理工学院麦戈文脑研究所所长、神经科学教授。
早年毕业于玛卡莱斯特学院，並且在普林斯顿大学获得博士学位。

## 个人简历
罗伯特·戴思蒙是美国麦戈文脑研究所的主任，以及麻省理工学院的Doris和Don Berkey神经科学教授。麦戈文脑研究所由麻省理工学院的Patrick Joseph McGovern和Lore Harp McGovern在麻省理工学院成立，其双重任务是对人类思想和大脑进行基础研究，并运用这些知识帮助许多患有脑部疾病的人。在2004年加入麦戈文研究所之前，罗伯特·戴思蒙先生是美国心理健康研究所的研究部主任。他也是美国国家科学院和美国艺术与科学学院的成员，主要研究包括对视觉感知，注意力和执行控制基础的大脑机制。
在麦戈文研究所里，他目前正在推动系统神经科学，新型神经科学技术的发展，以及将基础研究成果转化为改善人类健康的新疗法，包括自闭症和精神分裂症等脑疾病的新方法。
同时，他也是中国三所麦戈文研究所，北京大学，清华大学和北京师范大学的董事会成员。在深圳先进技术研究院（SIAT），他和同事方国平教授合作，与SIAT同仁共同为脑部疾病创建动物遗传模型。

## 家庭关系
罗伯特·戴思蒙已婚，有两个孩子。一个女儿，一个儿子。

## 研究成果
罗伯特·戴思蒙作为普林斯顿大学的研究生，和他的导师Charles Gross是第一个公布神经元专门针对面孔的数据的人。在NIMH，罗伯特·戴思蒙描述了额外视觉皮层神经元的生理特性，他和Leslie Ungerleider绘制了许多新皮层视觉区域的地形组织和解剖学连接。与Earl Miller一起，他们发现了新生儿记忆（重复抑制）和下颞皮质的工作记忆的生理基础。他报告了注意力在调节腹侧区域神经元特性方面的作用的证据，他和John Duncan提出了一个有偏见的竞争理论来解释注意力控制的许多方面。并与John Reynolds一起，他们共同提出了一种统一化模型来解释注意力对神经元的影响。在与Pascal Fries的共同研究中，他们描述了人类注意力对额外皮层同步活动的影响，后来他还发现了在额外皮层和前额叶皮层之间的同步活动，是选择性注意的机制特征。

## 获奖信息
Golden Brain Award, 1994; 
Troland Research Awards, 1990